# Холл-Сей, Джеффри
Джеффри Норман Эдвард Холл-Сей (англ. Geoffrey Norman Edward Hall-Say, 27 апреля 1864, Брей, Беркшир — 21 января 1940, Брайтон, Восточный Суссекс) — британский фигурист, выступавший в одиночном катании. Бронзовый призёр летних Олимпийских игр 1908 года.

## Биография
Джеффри Холл-Сей родился 27 апреля 1864 года в британской деревне Брей в Англии в богатой семье.
В 1908 году вошёл в состав сборной Великобритании на летних Олимпийских играх в Лондоне. В выполнении специальных фигур, где выступали только три фигуриста, завоевал бронзовую медаль, набрав 104 балла и уступив выигравшему золото Николаю Панину-Коломенкину из России 115 баллов. По сообщениям прессы, российский фигурист и ставший вторым британец Артур Камминг значительно превзошли Холла-Сэя.
Холл-Сей остаётся вторым в списке самых возрастных фигуристов, участвовавших в Олимпийских играх: на момент соревнований ему было 44 года 285 дней. Он уступает только британцу Эдгару Сайерсу, который также стал бронзовым призёром летних Олимпийских игр 1908 года в парном катании в 45 лет 225 дней.
Также был опытным яхтсменом.
Умер 21 января 1940 года в британском городе Брайтон в Англии.

## Семья
Отец — сэр Ричард Холл-Сей. Он построил особняк Окли-Корт, где разворачивается действие популярного мюзикла «Шоу ужасов Рокки Хоррора».